# جون فرنسيس أوهارا
جون فرنسيس أوهارا (بالإنجليزية: John Francis O'Hara)‏ هو كاهن كاثوليكي أمريكي، ولد في 1 أغسطس 1888 في آن آربر في الولايات المتحدة، وتوفي في 28 أغسطس 1960 في فيلادلفيا في الولايات المتحدة.